# Seznam kulturních památek na Vyšehradě
Tento seznam nemovitých kulturních památek v části Vyšehrad v hlavním městě Praze  vychází z  Ústředního seznamu kulturních památek ČR, který na základě zákona č. 20/1987 Sb., o státní památkové péči, vede Národní památkový ústav jako ústřední organizace státní památkové péče. Údaje jsou průběžně upřesňovány, přesto mohou obsahovat i řadu věcných a formálních chyb a nepřesností či být neaktuální. 
Pokud byly některé části dotčeného území vyčleněny do samostatných seznamů, měly by být odkazy na tyto dílčí seznamy uvedeny v úvodu tohoto seznamu nebo v úvodu příslušné sekce seznamu.
Staré Město, Nové Město, Malá Strana, Hradčany, Josefov, Vyšehrad a z malé části Vinohrady, Holešovice, Podolí a Smíchov jsou od roku 1971 jako Pražská památková rezervace městskou památkovou rezervací.

## Pevnost Vyšehrad
| Památka                    | Fotografie                                          | Rejstříkové číslo v ÚSKP                                                             | Sídelní útvar                                               | Poloha                                                                            | Popis a poznámky |
| -------------------------- | --------------------------------------------------- | ------------------------------------------------------------------------------------ | ----------------------------------------------------------- | --------------------------------------------------------------------------------- | --- |
| Pevnost Vyšehrad (Q616334) | \| \| \| \| \| \|                                   | 11740/1-1273 Pam. katalog MIS                                                        | Vyšehrad                                                    | V pevnosti, K rotundě, Štulcova, Soběslavova 50°3′52,52″ s. š., 14°25′4,16″ v. d. | Pevnost Vyšehrad se stavbami a pozemky na území Poznámka: Národní kulturní památka. Domy čp. 81, 82, 89, 90, 91, 92, 100, 102 byly zapsány jako kulturní památky až v roce 1974. Památkově chráněno od 22. prosince 1964. |
|                            | Kategorie „Vyšehrad Fortress “ na Wikimedia Commons | Hledat fotografie a kategorie ve Wikimedia Commons podle rejstříkového čísla památky | Nahrát snímek k tomuto tématu do úložiště Wikimedia Commons |                                                                                   | |

- parc. 67, 68, 69: ravelin
- parc. 67: předsunutá hradba
- parc. 71: hradba – kurtina XXXVIII – XXXIII, bastion XXXVIII
- parc. 72: redan – hradba
- parc. 73: redan
- parc. 74: krenelovaná hradba
- parc. 76/1: bastion XXXVIII
- parc. 76/2: socha sv. Šebestiána ve výklenkové kapličce, přístavek u kren. hradby
- parc. 77: Štulcovy sady – jezdecká socha sv. Václava, pomník probošta V. Štulce
- parc. 78/1: Nové proboštství (Štulcova 89/1)
- parc. 79: Staré proboštství (Štulcova 69/3)
- parc. 80: zahrada proboštství
- parc. 83/1: Vyšehradský hřbitov, Slavín, kaplička sv. Ludmily, ohradní zeď a oplocení, arkády, 3 vstupní brány, 467 hrobů
- parc. 83/2: Vyšehradský hřbitov, ohradní zeď a oplocení
- parc. 83/3: hrobka Královské kolegiátní kapituly
- parc. 84: kostel sv. Petra a Pavla
- parc. 85/1: domek kostelníka (Štulcova 102/2)
- parc. 86: krenelovaná hradba
- parc. 91/1, 91/2, 91/3, 91/4, 91/5, 91/6, 92/1, 92/2, 92/3: Vyšehradská skála
- parc. 92/1: hradba u Libušiny lázně, opěrná zeď
- parc. 93: západní hradba
- parc. 94: bastion XXXVII – čtyřhranná bašta – Galerie Vyšehrad, zbytky bývalého královského paláce
- parc. 95: Staré purkrabství čp. 161
- parc. 96: vstup do gotického sklepa
- parc. 97: Vyšehradský sad, hradba knížecího a královského okrsku
- parc. 99/1, 99/2, 100: základy baziliky sv. Vavřince
- parc. 100: kanovnický dům (Soběslavova 14/1)
- parc. 101: kaplička se sochou sv. Vojtěcha v ohradní zdi
- parc. 102: kanovnický dům (K rotundě 81/6)
- parc. 105: kanovnický dům (K rotundě 82/8)
- parc. 112: kanovnický dům (K rotundě 90/12)
- parc. 116: kanovnický dům (K rotundě 91/14)
- parc. 118: kanovnický dům (K rotundě 92/16)
- parc. 102, 103, 104, 105, 107, 109, 110, 111, 112, 116, 117, 118, 119/1, 119/2: zahrada
- parc. 107: oplocení
- parc. 106/1, 106/2, 113, 272/2, 272/3: Karlachův sad
- parc. 108: Nové děkanství (K rotundě 100/10), zeď s vjezdem
- parc. 114/1: areál bývalého Kanovnického dvora: Kaprovský dům, budova bývalých stájí (V pevnosti 16/2, K rotundě 16/3), přízemní domek, ohradní zeď s branou
- parc. 119/2: ohradní zeď s brankou
- parc. 120/1: Vyšehradský sad – Myslbekova sousoší (Záboj a Slavoj, Lumír a píseň, Ctirad a Šárka, Přemysl a Libuše) gotický sklep, barokní brána, základy palácové stavby, bastiony XXXV a XXXVI, kurtiny
- parc. 121/2: bastion XXXV
- parc. 121/3: fragmenty románského mostu
- parc. 121/4: základ palácové stavby
- parc. 122: hradba – bastiony XXXIII – XXXVIII s kurtinami, Leopoldova brána, hradba městského opevnění
- parc. 125/3: poterna, průchod mezi poternami
- parc. 126, 128/1: hornwerk – bastion XL, kurtina, jižní spojovací hradba, poterna
- parc. 128/2: hornwerk
- parc. 129: Táborská brána (V pevnosti 35/11)
- parc. 130: hornwerk – severní spojovací hradba hornwerku, bastion XXXIX, kurtina, poterna
- parc. 131/1: hornwerk – severní bastion XXXIX, kurtina, průchod mezi poternami, most se schodištěm
- parc. 131/2, 131/3: hornwerk
- parc. 132: průchod mezi poternami
- parc. 133: most se schodištěm nad příkopem (stavba není součástí kulturní památky)
- parc. 134: zbytky gotické brány Špička
- parc. 135: úsek gotické hradby
- parc. 142: opěrná zeď
- parc. 143: rotunda svatého Martina
- parc. 146: bastiony XXXIII a XXXIV, kurtiny, boží muka – morový sloup, Gorlice
- parc. 150: kaple Panny Marie Na hradbách
- parc. 151, 146: zbytky kostela Stětí sv. Jana Křtitele
- parc. 152: Gorlice vstup
- parc. 153: Cihelná brána (V pevnosti 46/1)
- parc. 154: ravelin
- parc. 155: hradba ravelinu
- parc. 162/1, 284/6: hradba městského opevnění
- parc. 267/1 (část): ravelin
- parc. 271: most se schodištěm
- parc. 279/4: Vyšehradská skála, Libušina lázeň
- parc. 36/1, 37 (část), 70/1, 75, 76/3, 76/4, 76/5, 76/6, 76/7, 78/2, 81/1, 81/2, 82/1, 82/2, 82/3, 85/2, 114/2, 115, 120/1, 121/5, 121/6, 123, , 124/3, 124/4, 125/4, 136, 138, 141/1, 141/2, 145, 148, 156, 159/1, 270, 272/1, 273, 274, část 275, 276, část 277/1, část 279/5
- bez staveb: parc. 85/3, 124/1, 124/2, 124/5, 127, 137, 139, 140, 141/3, 144, 149, 160

## Další památky
|  | Kategorie „Trojdům na Rašínově nábřeží “ na Wikimedia Commons | Hledat fotografie a kategorie ve Wikimedia Commons podle rejstříkového čísla památky | Nahrát snímek k tomuto tématu do úložiště Wikimedia Commons |  |

|  | Kategorie „Trojdům na Rašínově nábřeží “ na Wikimedia Commons | Hledat fotografie a kategorie ve Wikimedia Commons podle rejstříkového čísla památky | Nahrát snímek k tomuto tématu do úložiště Wikimedia Commons |  |

|  | Kategorie „Trojdům na Rašínově nábřeží “ na Wikimedia Commons | Hledat fotografie a kategorie ve Wikimedia Commons podle rejstříkového čísla památky | Nahrát snímek k tomuto tématu do úložiště Wikimedia Commons |  |

|  | Kategorie „Vila Na Libušince “ na Wikimedia Commons | Hledat fotografie a kategorie ve Wikimedia Commons podle rejstříkového čísla památky | Nahrát snímek k tomuto tématu do úložiště Wikimedia Commons |  |

|  | Kategorie „Kovařovicova vila “ na Wikimedia Commons | Hledat fotografie a kategorie ve Wikimedia Commons podle rejstříkového čísla památky | Nahrát snímek k tomuto tématu do úložiště Wikimedia Commons |  |

|  | Kategorie „Vratislavova 2 (Prague) “ na Wikimedia Commons | Hledat fotografie a kategorie ve Wikimedia Commons podle rejstříkového čísla památky | Nahrát snímek k tomuto tématu do úložiště Wikimedia Commons |  |

|  | Kategorie „Villa Sequens “ na Wikimedia Commons | Hledat fotografie a kategorie ve Wikimedia Commons podle rejstříkového čísla památky | Nahrát snímek k tomuto tématu do úložiště Wikimedia Commons |  |

|  | Kategorie „Neklanova 56 (Prague) “ na Wikimedia Commons | Hledat fotografie a kategorie ve Wikimedia Commons podle rejstříkového čísla památky | Nahrát snímek k tomuto tématu do úložiště Wikimedia Commons |  |

|  | Kategorie „Cubist house Vyšehrad č. p. 98 “ na Wikimedia Commons | Hledat fotografie a kategorie ve Wikimedia Commons podle rejstříkového čísla památky | Nahrát snímek k tomuto tématu do úložiště Wikimedia Commons |  |

|  | Kategorie „Praha-Vyšehrad (train station) “ na Wikimedia Commons | Hledat fotografie a kategorie ve Wikimedia Commons podle rejstříkového čísla památky | Nahrát snímek k tomuto tématu do úložiště Wikimedia Commons |  |

|  | Kategorie „Vyšehrad railway bridge (1901) “ na Wikimedia Commons | Hledat fotografie a kategorie ve Wikimedia Commons podle rejstříkového čísla památky | Nahrát snímek k tomuto tématu do úložiště Wikimedia Commons |  |